# Gérard de Montaigu (mort en 1391)
Ne doit pas être confondu avec Gérard de Montaigu.
Gérard de Montaigu ou Montagu, dit « l'Ancien », mort en 1391, est un notaire et secrétaire du roi en 1358, il succède à Pierre Turpain comme garde du Trésor des chartes en 1370. On lui doit un reclassement complet des archives royales qu’il divisa en layettes et registres et qui inventa un ingénieux système de cotation basé sur un répertoire alphabétique. Sa femme est Biette de Cassinel. Son fils du même nom lui succède à la tête du Trésor des Chartes. Ce dernier mena une carrière brillante puisqu’il devient maître des comptes et premier président de la Chambre des comptes en 1413 tout en recevant des évêchés (Poitiers et Paris dans les années 1400). Il a deux autres fils : Jean, et autre Jean.

## Biographie
Gérard de Montaigu, « ancêtre des directeurs des Archives de France », est notaire, et secrétaire du roi lorsqu'il est anobli en décembre 1363 par Jean le Bon. Il devient chevalier le 30 mars 1391, vingt-huit ans après son anoblissement « en dépit des services rendus et de la bienveillance royale ». Charles VI lui fait don de 2 000 francs d'or « pour l'aider tenir à l'état conforme » les registres. Il meurt quelques semaines plus tard, le 15 juillet 1391 (ou dès le 17 septembre 1380 ?).